# Ліндал Урвік
Лі́ндал Фа́унс У́рвік (англ. Lyndall Fownes Urwick, 3 березня 1891, м. Вустершир, Велика Британія — 5 грудня 1983, м. Сідней, Австралія) — британський підприємець, економіст та консультант з питань управління, мислитель і фахівець з теорії управління.

## Біографія

### Освіта
Ліндал Урвік народився в Вустерширі в сім'ї Генрі та Анніс Урвік. Здобував освіту (1900—1905) в приватній школі Боксгроу в Гілфорді. З 1905 по 1910 рік відвідував Рептонський коледж в Дербіширі, де виграв стипендію на навчання в Нью-коледжі в Оксфорді. Закінчивши університет, зі ступенем магістра з сучасної історії, приєднався до родинної компанії «Fownes Brothers and Company».

### Військова служба
У серпні 1914 році його призвали в 3-й Вустерширський полк як другого лейтенанта. Брав участь в битвах в Монсі, Ле Като, Марні та Ені (1914), а також в Аррасі та Соммі (1916). У 1917 році був нагороджений Воєнним Хрестом. У 1918 році був демобілізований як майор. У січні 1919 р. отримав орден Британської імперії. Повага до військової підготовки вплинула на його світогляд щодо управління, і неодноразово виявлялася в проєктах і дослідженнях.

### Rowntree's
Після звільнення з армії Урвік повернувся до сімейного бізнесу. Проте незгоди з іншими партнерами змусили його покинути компанію наприкінці 1920 року.
Але довго безробітнім Урвік не був. Сібом Раунтрі, керівник Йоркської шоколадної компанії, запропонував йому роботу. Роль Урвіка передбачала допомогу в модернізації компанії, виховуючи його власне мислення, яке мало два основних впливи. Перший — Ф. У. Тейлор з його концепцією наукового менеджменту, а другий, який врівноважував його, роблячи акцент на людяність управління, був вплив Мері Паркер Фоллет. В цей період Урвік почав писати праці про управління. Разом зі своїм колегою по Rowntree's, Олівером Шелдоном, став активним членом Товариства Тейлора.

### Міжнародний інститут менеджменту
В 1928 році, завдяки зростанню репутації в галузі управління та адміністрування, Ліндала Урвіка було обрано директором Міжнародного інституту менеджменту в Женеві. Незважаючи на те, що інститут ліквідували в 1933 році, він надав Урвіку можливість не лише читати лекції і пропагувати свої ідеї, але й випускати власні книги — «Значення раціоналізації» (англ. The Meaning of Rationalisation, 1929) та «Менеджмент завтрашнього дня» (англ. The Management of Tomorrow, 1933). В цей же період Урвік почав активно популяризувати роботи Анрі Файоля.

### Консультації з питань управління
Повернувшись до Лондона, у 1934 р. Урвік, разом із Джоном Орром, створив консалтингову фірму з питань менеджменту — Urwick, Orr & Partners. Протягом 50-х років 20 ст. вона була однією із провідних компаній в своїй галузі. Урвік не тільки створив фірму на національному та міжнародному рівнях, але був також першим президентом неформальної міжнародної асоціації управлінських консультацій, і лідером Британської асоціації консультантів з питань управління.

### Останні роки життя
Найбільше нагород та відзнак Урвік отримав у розпал своєї кар'єри у 1950-1960-хх роках. Першою нагородою стала золота медаль Міжнародного комітету з організаційних наук. Урвік був першим англійцем, обраним членом ученої ради Міжнародної академії менеджменту, і згодом нагороджений Пам'ятною золотою медаллю Генрі Лоуренса Ґанта. У 1955 році Урвік був удостоєний премії імені Уоллеса Кларка. Після виходу на пенсію він переїхав в Австралію, де помер в 1983 році у віці 92 років. Він залишив у спадок понад 40 книг і наукових досліджень, що охоплюють різні аспекти управління, включаючи науковий менеджмент, історію управління, керівництво, контроль, управління бізнесом тощо. Його документальний архів був переданий Коледжу адміністративного персоналу, пізніше перейменованому в Henley Management College.

## Внесок в науку

### Теорія раціоналізації
Одна з перших книг Урвіка «Значення раціоналізації»(англ. The Meaning of Rationalisation) є підсумковим звітом про дослідження проблем і ролі раціоналізації в британській економіці. У цій роботі Урвік виступив як прихильник методів Ф. У. Тейлора.

 Він розглядав науковий менеджмент як один з аспектів раціоналізації, що представляє для приватного підприємця, який займається вирішенням проблем організації бізнесу, найбільший інтерес. На його думку, концепції, що лежать в основі наукового менеджменту, можуть бути використані в будь-якій сфері, де цілеспрямована діяльність людини потребує управління і контролю.

 Основними перевагами впровадження методів наукового менеджменту в практику управління Урвік вважав перемогу науки і розуму над звичками і забобонами.

 У подальших роботах він також виступав на захист теорії Ф. У. Тейлора, підкреслюючи, що науковий менеджмент не можна розглядати як «нелюдський», оскільки в ньому все-таки визнається значення людського фактора. В цілому Урвік розглядав науковий менеджмент як підтвердження того факту, що методи вивчення природних законів, як і методологія природних наук в цілому, можуть і повинні бути застосовані до аналізу сфери управління.

### Ідея логічних квадратів
Урвік, як і більшість представників адміністративної школи, вважав, що існують загальні закони управління, однаково істинні для будь-якої організації і в будь-якій ситуації. У своїй роботі «Елементи адміністрування» він запропонував ідею логічних квадратів, і був одним з перших, хто зробив спробу синтезувати і відтворити на новому рівні запропоновані А. Файолем адміністративні принципи, обов'язки і аспекти адміністрування, організаційні принципи Дж. Муні і А. Рейлі, принципи наукового управління Ф. У. Тейлора, та ідеї інших авторів. На його думку, всі вони пов'язані загальною логічною структурою.

 При розгляді питань організації він виходив з того, що процес управління необхідно розглядати як єдине ціле, що включає як формальні, так і неформальні аспекти управління.

### Розвиток управлінської освіти в Великій Британії
Під час Другої світової війни Урвік співпрацював з багатьма громадськими організаціями. Після закінчення війни новий уряд, зокрема, Міністерство освіти позитивно відгукнулося на його рекомендації щодо перегляду деяких навчальних програм.

 Значення діяльності Урвіка в реформування управлінської освіти полягало в наступному:
- була сформульована національна політика, яка підтримувала матеріальними ресурсами розвиток менеджменту як науки і, яка дозволяла проводити різноманітні дослідження в усіх регіонах країни;
- була створена цілісна схема навчальних програм для викладання дисциплін, що мають відношення до різних аспектів менеджменту.

Надалі Урвік також займався вдосконаленням освітніх процесів. Він очолив групу фахівців, мета якої полягала в реалізації програми: розвиток британського менеджменту на основі перегляду і адаптації поширених в США програм і методів викладання управлінських дисциплін.

### Значення для менеджменту
Ліндал Урвік найбільш відомий популяризатор ідей класичної теорії управління. Він зміг звести в єдине ціле підходи відомих представників класичної школи менеджменту: Ф. У. Тейлора, А. Файоля і М. Вебера та інших. В своїх роботах він намагався врахувати всю різноманітність реальних управлінських ситуацій, що зробило його теорію більш наближеною до практики менеджменту та гнучкою. Після Урвіка теорія менеджменту набула більш наукового і систематизованого вигляду.

## Основні роботи
Урвіком було опубліковано безліч книг і статей, найвідоміші з них:
- «Значення раціоналізації» (англ. The Meaning of Rationalisation, 1929).
- «Менеджмент завтрашнього дня» (англ. The Management of Tomorrow, 1933).
- «Доповіді про науку управління» (англ. Papers on the Science of Administration, 1937) — ця робота була підготовлена до друку спільно з Л.Гуликом.
- «Елементи адміністрування» (англ. The elements of administration, 1944).
- «Паттерни організації» (англ. The Pattern of Management, 1946).
- «Золота книга менеджменту: Історичні записи про життя і творчість сімдесяти піонерів» (англ. The Golden Book of Management: A Historical Record of the Life and Work of Seventy Pioneers, 1956).
- «Лідерство в двадцятому столітті» (англ. Leadership in the Twentieth Century, 1957).
- «Чи є менеджмент професією?» (англ. Is Management a Profession?, 1958).